# Sanvensa
Sanvensa är en kommun i departementet Aveyron i regionen Occitanien i södra Frankrike. Kommunen ligger  i kantonen Najac som ligger i arrondissementet Villefranche-de-Rouergue. År 2022 hade Sanvensa 643 invånare.

## Befolkningsutveckling
Antalet invånare i kommunen Sanvensa
Referens: INSEE